# Cống đập Ba Lai
Hệ thống cống đập Ba Lai được xây dựng tại cửa sông Ba Lai, thuộc địa bàn xã Thạnh Trị, huyện Bình Đại, tỉnh Bến Tre. Cống đập Ba Lai là một trong 9 hạng mục của dự án ngọt hóa Bắc Bến Tre, và là một trong những công trình thủy lợi lớn nhất đồng bằng Sông Cửu Long.

## Khởi công xây dựng
Cống đập Ba Lai được khởi công ngày 27 tháng 1 năm 2000, được đưa vào sử dụng ngày 30 tháng 4 năm 2002, kinh phí 66,69 tỷ đồng. Đập Ba Lai dài 544 m. Cống Ba Lai gồm 10 cửa, khẩu độ 84 m, vận hành bằng van tự động 2 chiều. Theo quy hoạch, cống đập Ba Lai sẽ phục vụ cho hơn 115000 ha, trong đó có 88500 ha đất sản xuất nông nghiệp, nuôi thủy sản của các huyện: Ba Tri, Giồng Trôm, Bình Đại, Châu Thành và thành phố Bến Tre.

## Nhiệm vụ công trình
- Ngăn nước mặn, giữ nước ngọt, tạo nguồn ngọt, tiêu úng, tiêu chua, rửa phèn, cải tạo đất cho 115000 ha đất tự nhiên, trong đó 88500 ha đất canh tác.
- Cấp nước sinh hoạt cho cho dân các huyện Châu Thành, Giồng Trôm, thành phố Bến Tre.
- Kết hợp phát triển giao thông thủy, bộ và cải tạo môi trường sinh thái vùng dự án.[3]